# Bairdiella ronchus
Bairdiella ronchus es una especie de pez de la familia Sciaenidae en el orden de los Perciformes.

## Morfología
• Los machos pueden llegar alcanzar los 35 cm de longitud total.

## Reproducción
Es ovíparo.

## Alimentación
Come peces hueso y crustáceos.

## Hábitat
Es un pez de clima tropical y demersal que vive entre 16-40 m de profundidad.

## Distribución geográfica
Se encuentra en el Océano Atlántico occidental: desde el Mar Caribe hasta el Brasil.

## Uso comercial
Es importante como alimento para los humanos.

## Observaciones
Es inofensivo para los humanos.